# Tiêu thảo lá muỗng
Tiêu thảo lá muỗng (Cryptocoryne parva) là một loài thực vật có hoa trong họ Ráy (Araceae). Loài này được de Wit mô tả khoa học đầu tiên năm 1970.